# Alberto Valerio
Alberto Valerio (Ipatinga, 1985. szeptember 6. –) brazil autóversenyző, a 2005-ös dél-amerikai Formula–3-as bajnokság győztese.

## Pályafutása

### Formula–3
2003 és 2005 között a dél-amerikai Formula–3-as bajnokságban versenyzett. 2005-ben a sorozat bajnoka volt. A következő két évben a brit Formula–3-as szériában szerepelt, ám ez időszak alatt nem ért el jelentősebb sikereket.

### Formula Renault
Részt vett több brazil, valamint nemzetközi Formula Renault versenyen.

### GP2
2008-ban a Durango csapatához szerződött. A csapattal részt vett a GP2 széria, valamint a GP2 Asia széria futamain. Egész évben mindössze egy alkalommal végzett pontot érő helyen; az ázsiai sorozat dubai sprintversenyén lett ötödik.
A GP2 2009-es szezonjában a Piquet GP alakulatával szerepelt. Törökországban egy negyedik, majd egy hatodik helyezést ért el, ezt követően pedig megnyerte a brit nagydíj főversenyét. Tizenhat pontjával a tizenötödik helyen zárta a pontversenyt.
2010-ben továbbra is e sorozat futamain vett részt.

## Eredményei

### Teljes Formula Renault 3.5 eredménylistája
| Év   | Csapat              | 1     | 2     | 3     | 4     | 5     | 6     | 7     | 8     | 9     | 10    | 11    | 12       | 13       | 14    | 15    | 16       | 17       | Helyezés | Pont |
| ---- | ------------------- | ----- | ----- | ----- | ----- | ----- | ----- | ----- | ----- | ----- | ----- | ----- | -------- | -------- | ----- | ----- | -------- | -------- | -------- | ---- |
| 2006 | Eurointernational   | ZOL 1 | ZOL 2 | MON 1 | IST 1 | IST 2 | MIS 1 | MIS 2 | SPA 1 | SPA 2 | NÜR 1 | NÜR 2 | DON 1    | DON 2    | LMS 1 | LMS 2 | CAT 1 19 | CAT 2 Ki | 44.      | 0    |
| 2007 | Victory Engineering | MNZ 1 | MNZ 2 | NÜR 1 | NÜR 2 | MON 1 | HUN 1 | HUN 2 | SPA 1 | SPA 2 | DON 1 | DON 2 | MAG 1    | MAG 2    | EST 1 | EST 2 | CAT 1 Ki | CAT 2 Ki | Hn       | 0    |
| 2009 | Comtec Racing       | CAT 1 | CAT 2 | SPA 1 | SPA 2 | MON 1 | HUN 1 | HUN 2 | SIL 1 | SIL 2 | BUG 1 | BUG 2 | ALG 1 17 | ALG 2 16 | NÜR 1 | NÜR 2 | ALC 1    | ALC 2    | 36.      | 0    |

### Teljes GP2-es eredménylistája
(Táblázat értelmezése)

(Félkövér: pole-pozícióból indult; dőlt: leggyorsabb kört futott) 

| Év   | Csapat          | 1          | 2          | 3          | 4          | 5          | 6          | 7          | 8          | 9          | 10         | 11         | 12         | 13         | 14         | 15         | 16         | 17         | 18         | 19         | 20         | Helyezés | Pont |
| ---- | --------------- | ---------- | ---------- | ---------- | ---------- | ---------- | ---------- | ---------- | ---------- | ---------- | ---------- | ---------- | ---------- | ---------- | ---------- | ---------- | ---------- | ---------- | ---------- | ---------- | ---------- | -------- | ---- |
| 2008 | Durango         | ESP FEA 13 | ESP SPR Ki | TUR FEA 18 | TUR SPR 7  | MON FEA Ki | MON SPR Ki | FRA FEA 18 | FRA SPR 17 | GBR FEA 21 | GBR SPR 9  | GER FEA 9  | GER SPR 15 | HUN FEA Ni | HUN SPR 17 | EUR FEA Ki | EUR SPR 12 | BEL FEA Ki | BEL SPR Ki | ITA FEA 12 | ITA SPR 15 | 26.      | 0    |
| 2009 | Piquet GP       | ESP FEA 15 | ESP SPR 13 | MON FEA Ki | MON SPR Ki | TUR FEA 4  | TUR SPR 6  | GBR FEA 1  | GBR SPR 7  | GER FEA Ki | GER SPR 17 | HUN FEA Ki | HUN SPR 21 | VAL FEA 17 | VAL SPR 10 | BEL FEA Ki | BEL SPR 12 | ITA FEA Ki | ITA SPR 11 | POR FEA Ki | POR SPR 7  | 15.      | 16   |
| 2010 | Scuderia Coloni | ESP FEA 14 | ESP SPR Ki | MON FEA 5  | MON SPR Ki | TUR FEA 17 | TUR SPR 19 | VAL FEA 9  | VAL SPR Ki | GBR FEA 14 | GBR SPR 22 | GER FEA 11 | GER SPR 12 | HUN FEA Ki | HUN SPR 12 | BEL FEA    | BEL SPR    | ITA FEA    | ITA SPR    | ABU FEA    | ABU SPR    | 22.      | 4    |

### Teljes GP2 Asia eredménylistája
(Táblázat értelmezése)

(Félkövér: pole-pozícióból indult; dőlt: leggyorsabb kört futott) 

| Év      | Csapat          | 1          | 2          | 3           | 4           | 5          | 6          | 7          | 8          | 9           | 10          | 11       | 12       | Helyezés | Pont |
| ------- | --------------- | ---------- | ---------- | ----------- | ----------- | ---------- | ---------- | ---------- | ---------- | ----------- | ----------- | -------- | -------- | -------- | ---- |
| 2008    | Durango         | DUB1 FEA 9 | DUB1 SPR 5 | IDN FEA Ki  | IDN SPR Ki  | MYS FEA Ki | MYS SPR 17 | BHR FEA Ki | BHR SPR 17 | DUB2 FEA 13 | DUB2 SPR 15 |          |          | 19.      | 2    |
| 2008–09 | Trident Racing  | CHN FEA    | CHN SPR    | DUB FEA 16  | DUB SPR T   | BHR1 FEA   | BHR1 SPR   | QAT FEA    | QAT SPR    | MYS FEA     | MYS SPR     | BHR2 FEA | BHR2 SPR | 37.      | 0    |
| 2009–10 | Scuderia Coloni | ABU1 FEA   | ABU1 SPR   | ABU2 FEA 15 | ABU2 SPR 18 | BHR1 FEA   | BHR1 SPR   | BHR2 FEA   | BHR2 SPR   |             |             |          |          | 32.      | 0    |

## Külső hivatkozások
- Profilja a driverdatabse.com honlapon